# Les Jumeaux de Brighton
Pour plus de détails, voir Fiche technique et Distribution.
Les Jumeaux de Brighton est un film français réalisé par Claude Heymann, sorti en 1936, adaptation de la pièce éponyme de Tristan Bernard.

## Synopsis
Alfred Beaugérard a eu deux fils jumeaux. Or son riche oncle d'Amérique, dont il doit hériter, ne veut qu'un héritier unique. Beaugérard imagine donc une solution, l'un de ses fils est élevé aux USA, et l'autre au Havre, et tous les deux se prénomment Achille.
Quarante ans plus tard, les deux Achille Beaugérard, qui ne savent rien l'un de l'autre, se trouvent réunis pour régler un sérieux litige financier, après avoir voyagé sur le paquebot Normandie. Et tout se complique : qui est qui ?

## Fiche technique
- Titre : Les Jumeaux de Brighton
- Réalisation : Claude Heymann
- Scénario : Robert Bresson et Georges Friedland, d'après la pièce éponyme de Tristan Bernard
- Dialogues : Jean Alley
- Photographie : Armand Thirard, Paul Cotteret et Louis Née
- Assistant opérateur : Henri Alekan
- Décors : Lucien Aguettand et René Pierres
- Son : Pierre Calvet
- Musique : Roland-Manuel
- Montage : Georges Friedland et Thérèse Sautereau
- Production : Édouard Corniglion-Molinier
- Société de production : Les Productions Corniglion-Molinier (Paris)
- Directeur de production : Pierre Chichério
- Pays d'origine :  France
- Format : Noir et blanc - 1,37:1 - Mono - 35 mm
- Genre : Comédie dramatique
- Durée : 89 minutes
- Date de sortie : France - 30 octobre 1936

## Distribution
- Raimu : Albert Beaugérard, ses deux fils prénommés Achille
- Michel Simon : Labrosse
- Suzy Prim : Clémentine Beaugérard
- Charlotte Lysès : la belle-mère, Mme Tapin
- Jean Tissier : Roberdet
- Germaine Aussey : Nancy Le Bail
- Mila Parély : Antoinette
- Marcel Maupi : le garde du corps
- Pierre Finaly : l'avocat
- René Génin : l'encaustiqueur
- Jacques Bousquet : l'oncle
- Albert Malbert : le barman
- Mansuelle : l'huissier
- Georges Paulais : le docteur
- Pierre Piérade : le président du tribunal
- Yvonne Yma : la prévenue
- Émile Genevois : le gamin
- Geneviève Soria
- Madeleine Milhaud : l'accouchée
- Jane Pierson : la directrice du bureau de placement
- Paul Velsa : le contrôleur des passeports

## Autour du film
C'est le deuxième film dans lequel apparaît Normandie, quelques mois après le film américain Sweet Surender. 
Les scènes sont prises au Havre, au mois de juin 1936, peu après les travaux d'amélioration engagés sur le paquebot.
Raimu, qui apparaît sur le quai, tournera un autre film à bord de Normandie, au mois de mars 1937 : Les perles de la couronne.

## Appréciation critique
« La bouffonne histoire à quiproquos, dont Tristan Bernard est l’auteur, a été adaptée au cinéma dans une forme d’ironie fine, et si le développement est un peu lent, les tours ingénieux de l’imbroglio causé par la présence de deux jumeaux qui s’ignorent dans la même ville ont des facettes brillantes auxquelles le public ne résistera pas. Raimu joue trois rôles, très différents, accompagné d’une troupe de premier ordre. »

— La Cinématographie française, 7 novembre 1936